# John Taylor (peintre)
John Taylor (c. 1585-1651) est un peintre anglais connu pour être l'auteur le plus probable du Portrait Chandos de William Shakespeare. Aucune autre peinture de lui n'est connue.

## Biographie

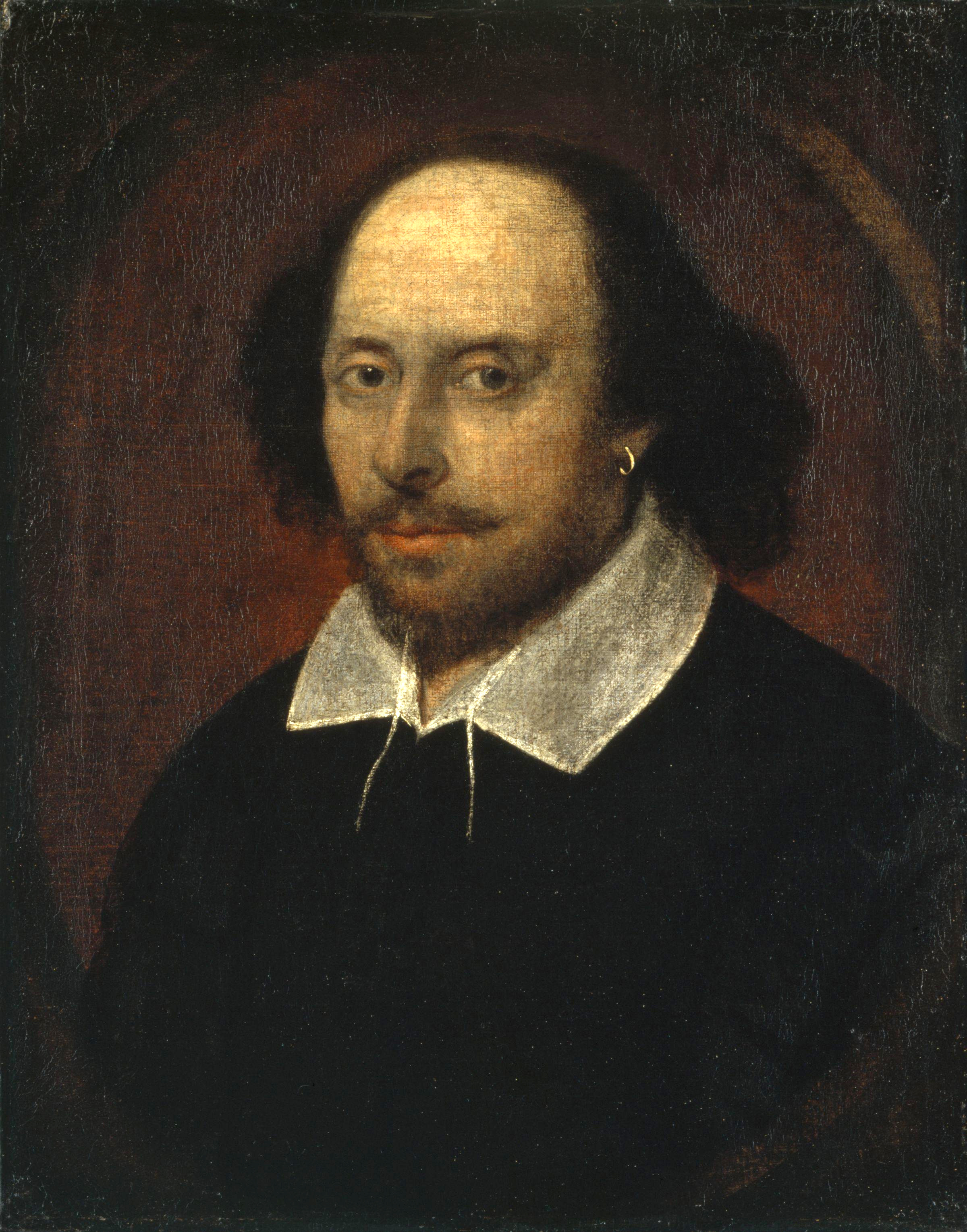
Le portrait Chandos attribué à John Taylor.

John Taylor commence probablement dans la troupe d'acteurs enfants Children of Paul's à la fin de années 1590. Bien qu'il y ait un acteur du même nom dans la troupe, il n'est pas prouvé qu'il s'agit du futur peintre. Le lien est fondé sur l'affirmation de George Vertue que l'artiste est aussi un acteur. La confusion est également possible avec l'acteur renommé Joseph Taylor qui a également commencé sa carrière enfant. Vertue affirme aussi que Taylor était un ami proche de Shakespeare.
Vers 1610, le portrait Chandos, représentant Shakespeare, attribué à John Taylor est peint.
Dans les années 1620 Taylor est membre de la confrérie des peintres, la Painter-Stainers' Company et il a au moins six apprentis de 1626 à 1648. Taylor devient une personnalité de la confrérie en accédant aux titres de Renter Warden (1632-1633), Upper Warden (1635-1636) et Master (1643-1644). Un portrait de Taylor dans sa tenue de Warden est conservé dans la collection de la confrérie.